# Buková (Dudín)
Buková (německy Bukowa) je základní sídelní jednotka, součást obce Dudín v okrese Jihlava v kraji Vysočina. Nachází se blízko hranice s okresem Pelhřimov, asi 11 km jihovýchodně od Humpolce a asi 19 km severozápadně od centra Jihlavy.
Bukovou prochází silnice III/34776, která ji spojuje s Dudínem a Mysletínem. Je zde registrováno (bez okolních samot) pět čísel popisných – 27, 31, 47, 80 a 81. V Bukové se nachází kříž a dva drobné rybníčky. V okolí je roztroušeno velké množství samot, např. U Kalašů, U Roubalů nebo U Zajíčků.

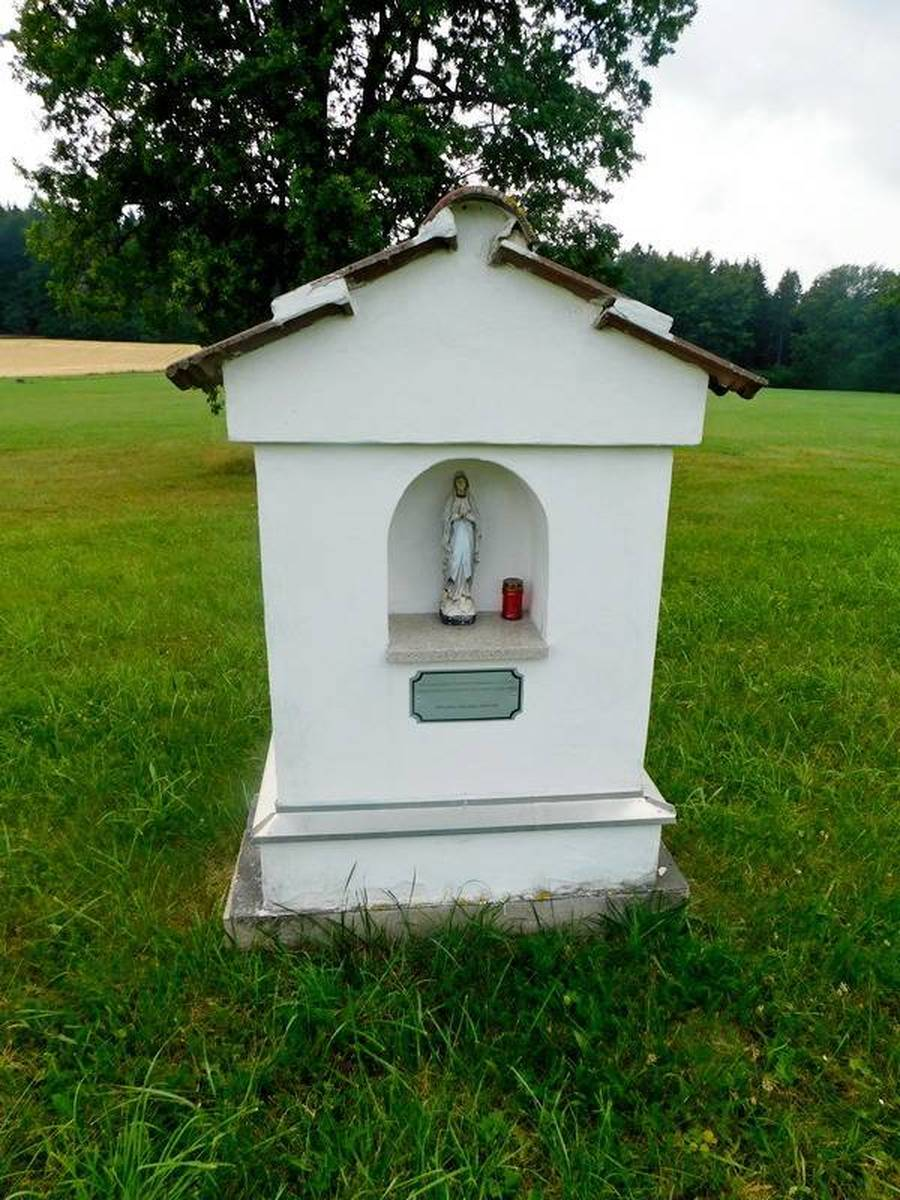
Výklenková kaple západně od Bukové
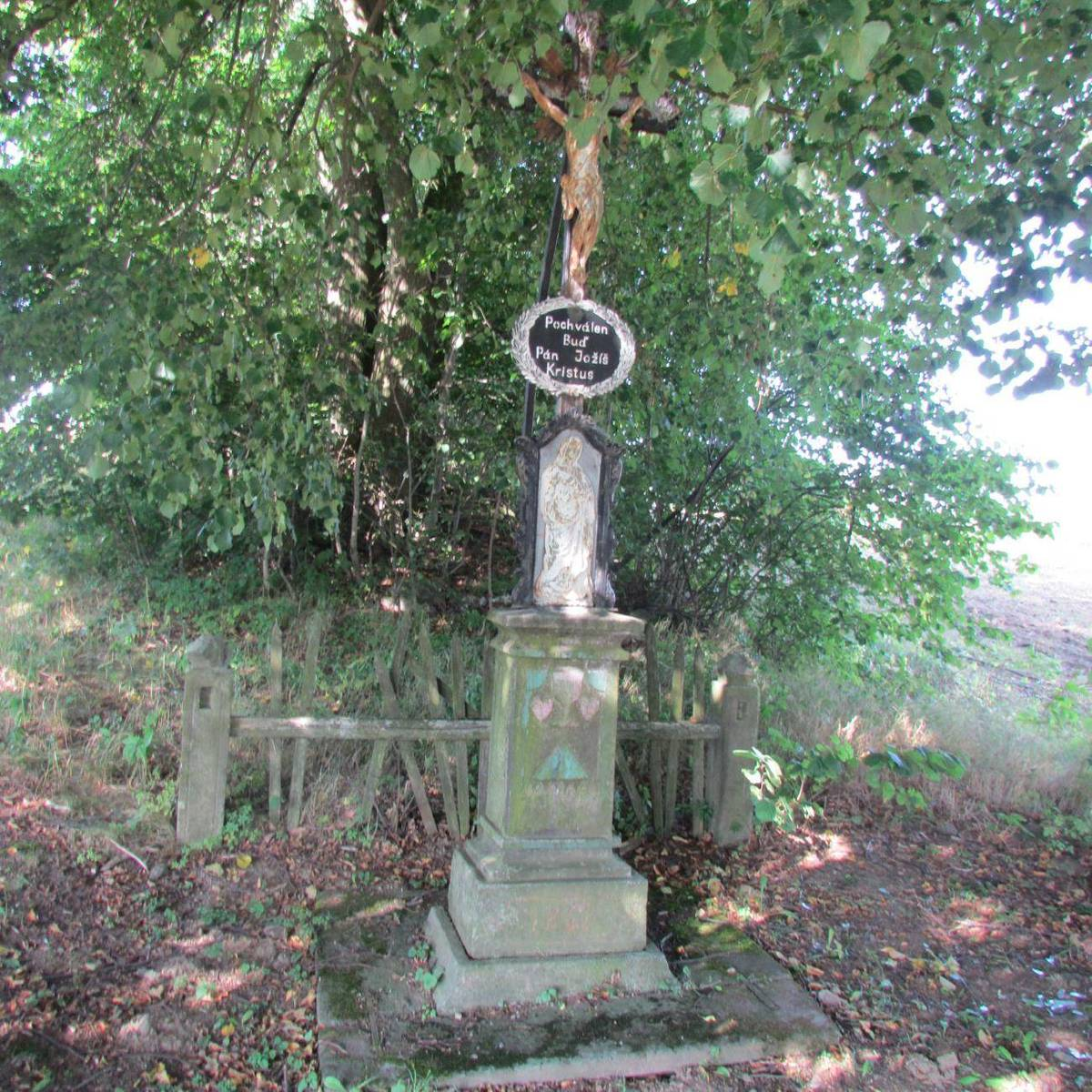
Kříž u Bukové